# 장난을 잘 치는 타카기 양
《장난을 잘 치는 타카기 양》(일본어: からかい上手の高木さん 가라카이 조주노 다카기 산[*])은 야마모토 소이치로가 지은 일본의 만화 작품이다. 《겟산》(쇼가쿠칸)의 부록 소책자 《겟산 mini》에서 2013년 7월호부터 연재를 시작했다. 《겟산》 본지에서 연재하던 《소문난 쿄코짱》이 2016년 7월호에서 완결된 후 《겟산》으로 이적하여 같은 해 8월호부터 2023년 11월호까지 연재되었다. 중학교 동급생끼리인 "니시카타(西片くん)"와 "타카기(高木さん)"가 서로 장난을 주고 받는 일상을 그린 러브 코미디다.
제2회 다음에 올 만화대상에서 18위를 차지했다. 2021년, 제66회 쇼가쿠칸 만화상 소년을 위한 부문을 수상했다. 2023년 9월 시점에서 시리즈 누계 발행 부수는 1200만 부를 돌파했다.

## 게재 내력
2012년 6월 12일에 발매한 《겟산》에, 본작의 파일럿판이라고 할 수 있는 단편이 게재되었다. 주요 등장인물의 이름도 연재판과 같지만 타카기 양의 얼굴이 연재판보다 짓궂게 그려졌다. 이는 단행본 제2권에 번외편으로 수록되었다.
이듬해 《월간 소년 선데이》(쇼가쿠칸)의 부록 소책자 《겟산 mini》에서 2013년 7월부터 연재되었다. 2014년 6월 11일 발매한 《주간 소년 선데이》 2014년 28호와 6월 12일 발매한 《겟산》 2014년 7월호, 그리고 2015년 12월 12일 발매한 《겟산》 2016년 1월호에 출장 게재되었다.
《소문의 쿄코 양》이 2016년 7월호에서 완결된 후, 《겟산》으로 이적하여 2016년 8월호부터 정기 게재되었다.
2023년 10월, 《겟산》 2023년 11월호에서 연재가 종료되었다.

## 특징
타카기가 니시카타에게 장난을 치고 니시카타가 타카기에게 복수를 하려고 하지만 타카기는 그걸 잘 방어한다는 두 사람의 관계를 중심으로, 니시카타의 관점에서 묘사된다. 각 편을 잇는 명확한 이야기는 없고, 니시카타와 타카기 사이의 한가지 사건이 한 화에 담겨 있다.
일본의 시골 마을(도노쇼정)에 있는 중학교가 무대가 되어 있으나, 작중의 사물에도 작가 자신의 말에도 구체적인 장소를 가리키는 언급은 없다. 야마모토의 다른 작품인 《소문의 쿄코 양》, 《내일은 토요일》은 본 작품과 같은 무대에 그려지고 있다. 《장난을 잘 치는 타카기 양》의 "시험"편에서 등장하는 잠자리체 소년과 그 여동생은 《소문의 쿄코 양》 제21화에 등장했다. 또 《소문의 쿄코 양》에 등장하는 히비노는 《내일은 토요일》 21화에서 미나의 사촌으로 등장했다.
《소문의 쿄코 양》의 무대에서는 고등학생이 되었지만, 《내일은 토요일》의 무대인 중학교에서 주인공인 여자 3인방(미나, 유카리, 사나에)과 니시카타와 타카기는 같은 반이다.
애니메이션 1기에서는 니시카타, 타카기가 중학교 1학년으로 되어있고(원작은 2학년), 여자 3인방, 나카이, 마노, 타카오, 기무라와 같은 반으로 설정되어 있으며, 이야기는 시간의 흐름에 따라 진행되기 때문에 원작과 순서가 다르다. 몇몇 세부 내용들은 애니 특성상의 흐름에 맞추려고 원작과 다르게 했다.

## 등장인물
성우는 별도 표기가 없으면 애니메이션판의 성우다.

### 주연
니시카타(西片くん)
성우 - 카지 유우키 / 사이토 소마(2016년 6월 CM) / 이와바타 타쿠야(2016년 10월 CM)/변현우
본 작품의 주인공인 남자 중학생으로, 1학년 2반에 소속되어 있다. 타카기 양와 동급생으로 서로 이웃이다. 곧잘 타카기 양의 장난에 당하고 분해한다. 보복으로 타카기 양에게 장난을 시도하지만, 그것이 타카기 양에게 통하긴커녕, 반대로 더 당하는 일이 많다. 공부를 전혀 하지 않는 건 아니지만 성적은 그다지 좋지는 않다.
타카기(高木さん)
성우 - 타카하시 리에(애니메이션, 2016년 10월 CM) / 카토 에미리(2016년 6월 CM)/양정화
니시카타와 같은 반이자 옆자리에 있는 여자 중학생이다. 성적은 좋고 선생님께 칭찬을 받기도 한다. 자주 니시카타에게 장난을 걸고는, 걸려든 니시카타의 모습을 보고 즐거워 한다. 등까지 내려온 긴 머리를 가지고 있다.

### 니시카타의 주변인물
나카이 군(中井くん)
성우 - 우치다 유마/신용우
니시카타의 동급생인 남학생이다. 니시카타와 자주 담소를 나눈다. 마노 양과 사귀고 있다. 시력이 좋지 않다.
키무라 군(木村)
성우 - 오치아이 후쿠시
니시카타와 동급생인 남학생. 다소 뚱뚱한 체형이다.
타가오(高尾)
성우 - 오카모토 노부히코
니시카타와 동급생인 남학생. 팔 씨름으로는 니시카타에게 못 이긴다. 안경을 쓰고 있다. 토끼처럼 앞니가 크다.

### 타카기의 주변인물
마노 양(真野ちゃん)
성우 - 코이와이 코토리/소연
니시카타와 동급생인 여학생. 언제나 유카리, 사나에와 붙어 다닌다. 타카기와도 친하게 이야기를 나누고 있다. 등까지 있는 머리를 뒤로 모으고 있다. 앞머리는 짧다. 눈썹이 굵다.
텐카와 유카리(天川 ユカリ)
성우 - M·A·O/정윤정
니시카타와 동급생인 여학생. 미나, 사나에와 붙어 다닌다. 타카기와도 친하게 이야기를 나누고 있다.연애에 관심이 있다. 앞머리를 가운데에서 나누어 4개의 핀으로 고정하고 있다. 안경을 쓰고 있다.
츠키모토 사나에(月本 サナエ)
성우 - 오구라 유이/ 장경희
니시카타와 동급생인 여학생. 미나, 유카리와 붙어 다닌다. 어깨에 닿지 않을 정도의 머리로 앞머리는 만들지 않았다.
히바노 미나(日々野 ミナ)
성우 - 코하라 코노미
송충이 눈썹이 특징. 작은 소리에도 예민해 화장실에서 볼일을 보다 누군가가 말을 걸면 볼일을 보지 못할 정도이며, 발렌타인 데이때는 반 전체 학생들에게 초콜렛을 나눠주었다. 하지만 얼마 못가, 선생님께 들켜 압수 당한다.
타카가와 스미레(鷹川 すみれ)
성우 - 아사히나 마도카
타카기 양과 행동을 함께 하고 있는 것이 많은 클래스메이트. 입학식 때 타카기 양과 자리가 앞뒤로 그 때 타카기 양에게 말을 걸었다. 타카기 양과 같이 산책을 좋아하는 것 같고, 휴일에는 타카기 양과 외출을 하기도 한다.

### 그 외 등장인물
하마구치(浜口)
성우 - 우치야마 코우키
니시카타의 클래스메이트 남학생. 다소 장신으로, 니시카타와 키무라, 타카오 등과 친하다.
호죠(北条)
성우 - 유우키 아오이
니시카타와 같은 학년의 여학생으로 어른스러운 태도를 취하는 미소녀.
타나베 선생(田辺)
성우 - 타도코로 히나타
1학년 2반의 담임으로 저지를 입는 경우가 많지만 담당 교과는 영어.
치이(ちー)
성우 - 미야모토 유키(극장판)/타카하시 리에(2018년 7월 CM)
《전 타카기 양》와 《장난을 잘 치는 니시카타 양》에 있어서의 실질적인 주인공. 얼굴은 어머니 (전) 타카기 양과 닮았고, 표정은 아버지 니시카타와 닮은, 둘 사이에 태어난 아이다.
오오시로(大代)
성우 - 우에무라 유토
치와 같은 나이의 남자. 본작에서는 〈니시카타〉에 등장. 또 《전 타카기 양》에 등장하는 '소년', 《니시카타 양》에 등장하는 '오오시로'와 동일 인물이다.

## 단행본
출판사:  쇼가쿠칸(월간 소년 선데이 코믹스),  대원씨아이(대원 스페셜 코믹스)
| 권수 | 제목                                                  | 일본             | 일본                   | 대한민국         | 대한민국               |
| 권수 | 제목                                                  | 발행일           | ISBN                   | 발행일           | ISBN                   |
| ---- | ----------------------------------------------------- | ---------------- | ---------------------- | ---------------- | ---------------------- |
| 1    | からかい上手の高木さん 1 장난을 잘 치는 타카기 양 1   | 2014년 6월 12일  | ISBN 978-4-09-125527-3 | 2016년 6월 25일  | ISBN 979-11-334-2639-3 |
| 2    | からかい上手の高木さん 2 장난을 잘 치는 타카기 양 2   | 2014년 11월 12일 | ISBN 978-4-09-125527-3 | 2016년 10월 14일 | ISBN 979-11-334-3067-3 |
| 3    | からかい上手の高木さん 3 장난을 잘 치는 타카기 양 3   | 2015년 12월 11일 | ISBN 978-4-09-126650-7 | 2016년 12월 8일  | ISBN 979-11-334-3456-5 |
| 4    | からかい上手の高木さん 4 장난을 잘 치는 타카기 양 4   | 2016년 10월 12일 | ISBN 978-4-09-127389-5 | 2017년 3월 10일  | ISBN 979-11-334-4021-4 |
| 5    | からかい上手の高木さん 5 장난을 잘 치는 타카기 양 5   | 2017년 2월 10일  | ISBN 978-4-09-127541-7 | 2017년 5월 23일  | ISBN 979-11-334-4782-4 |
| 6    | からかい上手の高木さん 6 장난을 잘 치는 타카기 양 6   | 2017년 8월 10일  | ISBN 978-4-09-127730-5 | 2017년 9월 30일  | ISBN 979-11-334-5858-5 |
| 7    | からかい上手の高木さん 7 장난을 잘 치는 타카기 양 7   | 2017년 12월 12일 | ISBN 978-4-09-128062-6 | 2018년 2월 22일  | ISBN 979-11-334-7162-1 |
| 8    | からかい上手の高木さん 8 장난을 잘 치는 타카기 양 8   | 2018년 2월 9일   | ISBN 978-4-09-128152-4 | 2018년 6월 14일  | ISBN 979-11-334-8218-4 |
| 9    | からかい上手の高木さん 9 장난을 잘 치는 타카기 양 9   | 2018년 7월 12일  | ISBN 978-4-09-128330-6 | 2018년 12월 11일 | ISBN 979-11-334-6324-4 |
| 10   | からかい上手の高木さん 10 장난을 잘 치는 타카기 양 10 | 2019년 2월 12일  | ISBN 978-4-09-128860-8 | 2019년 7월 3일   | ISBN 979-11-362-0208-6 |
| 11   | からかい上手の高木さん 11 장난을 잘 치는 타카기 양 11 | 2019년 7월 4일   | ISBN 978-4-09-129287-2 | 2019년 10월 10일 | ISBN 979-11-362-1065-4 |
| 12   | からかい上手の高木さん 12 장난을 잘 치는 타카기 양 12 | 2019년 12월 12일 | ISBN 978-4-09-129526-2 | 2020년 3월 6일   | ISBN 979-11-362-2363-0 |
| 13   | からかい上手の高木さん 13 장난을 잘 치는 타카기 양 13 | 2020년 3월 12일  | ISBN 978-4-09-850034-5 | 2020년 6월 12일  | ISBN 979-11-689-4559-3 |
| 14   | からかい上手の高木さん 14 장난을 잘 치는 타카기 양 14 | 2020년 8월 12일  | ISBN 978-4-09-850210-3 | 2022년 7월 11일  | ISBN 979-11-689-4560-9 |
| 15   | からかい上手の高木さん 15 장난을 잘 치는 타카기 양 15 | 2021년 2월 12일  | ISBN 978-4-09-850449-7 | 2021년 4월 28일  | ISBN 979-11-689-4561-6 |
| 16   | からかい上手の高木さん 16 장난을 잘 치는 타카기 양 16 | 2021년 9월 10일  | ISBN 978-4-09-850691-0 | 2022년 1월 12일  | ISBN 979-11-362-9464-7 |
| 17   | からかい上手の高木さん 17 장난을 잘 치는 타카기 양 17 | 2022년 1월 12일  | ISBN 978-4-09-850848-8 | 2022년 5월 12일  | ISBN 979-11-689-4924-9 |
| 18   | からかい上手の高木さん 18 장난을 잘 치는 타카기 양 18 | 2022년 6월 8일   | ISBN 978-4-09-851171-6 | 2022년 11월 9일  | ISBN 979-11-694-4451-4 |
| 19   | からかい上手の高木さん 19 장난을 잘 치는 타카기 양 19 | 2023년 3월 10일  | ISBN 978-4-09-851763-3 | 2023년 8월 22일  | ISBN 979-11-706-2873-6 |
| 20   | からかい上手の高木さん 20 장난을 잘 치는 타카기 양 20 | 2024년 1월 12일  | ISBN 978-4-09-853097-7 |                  |                        |

## TV 애니메이션
2018년 1월 8일부터 3월 26일까지 제1기가 TOKYO MX, 요미우리 TV, BS11에서 방영되었다. 2019년 7월 7일부터 9월 22일까지 제2기가 방영되었다. 2022년 1월 8일부터 3월 26일까지 제3기가 마이니치 방송·TBS 계열에서 방영되었다.

### 스태프
|                     | 제1기                                                                   | 제2기                                                   | 제3기                                 |
| ------------------- | ----------------------------------------------------------------------- | ------------------------------------------------------- | ------------------------------------- |
| 원작                | 야마모토 소이치로                                                       | 야마모토 소이치로                                       | 야마모토 소이치로                     |
| 감독                | 아카기 히로아키                                                         | 아카기 히로아키                                         | 아카기 히로아키                       |
| 부감독              | -                                                                       | 우네 신야                                               | -                                     |
| 시리즈 구성         | 요코테 미치코                                                           | -                                                       | -                                     |
| 캐릭터 디자인       | 타카노 아야                                                             | 타카노 아야                                             | 타카노 아야                           |
| 서브 캐릭터 디자인  | 모기 타쿠지, 콘도 나츠코                                                | 모기 타쿠지, 콘도 나츠코                                | -                                     |
| 미술 디자인         | 키가사와 사치코(제1기 제3화 이후)                                       | 키가사와 사치코(제1기 제3화 이후)                       | -                                     |
| 미술 감독           | 키가사와 사치코(제1, 2화) 에치젠 타키미(제3~12화, OVA)                  | 마츠미야 유미                                           | 카사하라 유키                         |
| 미술 설정           | -                                                                       | -                                                       | 스기미야 신지                         |
| 색채 설계           | 에비나 카요코                                                           | 에비나 카요코                                           | 에비나 카요코                         |
| 촬영 감독           | 마키노 마사토                                                           | 마키노 마사토                                           | 마키노 마사토                         |
| 편집                | 나카바 유미코                                                           | 나카바 유미코                                           | 나카바 유미코                         |
| 음향 감독           | 에노모토 타카히로                                                       | 에노모토 타카히로                                       | 에노모토 타카히로                     |
| 음악                | 츠츠미 히로아키                                                         | 츠츠미 히로아키                                         | 츠츠미 히로아키                       |
| 음악 프로듀서       | 이소베 에리                                                             | 우에노 유헤이                                           | 코바야시 요시키                       |
| 음악 제작           | TOHO animation RECORDS                                                  | 도호 뮤직                                               | 도호 뮤직                             |
| 프로듀서            | 사사키 레이코                                                           | 사사키 레이코                                           | 사사키 레이코                         |
| 프로듀서            | 니시카와 유카리                                                         | 니시카와 유카리                                         | -                                     |
| 프로듀서            | 에노모토 카나 타나카 타케시 스즈키 토시히로 사이토 마사야 쿠도 히로유키 | 니시 아키라, 우에노 유헤이                              | 니시 아키라, 우에노 유헤이            |
| 프로듀서            | 에노모토 카나 타나카 타케시 스즈키 토시히로 사이토 마사야 쿠도 히로유키 | 히라하라 유이토 키타오 유카 우에노 유스케 키시다 타쿠마 | 사쿠라이 요스케 이토 유코             |
| 애니메이션 프로듀서 | 나카지마 스스무                                                         | 나카지마 스스무                                         | -                                     |
| 애니메이션 프로듀서 | -                                                                       | 나카무라 카즈키                                         | 나카무라 카즈키                       |
| 기획 협력           | TMS 엔터테인먼트                                                        | -                                                       | -                                     |
| 애니메이션 제작     | 신에이 동화                                                             | 신에이 동화                                             | 신에이 동화                           |
| 제작                | 장난을 잘 치는 타카기 양 제작위원회                                     | 장난을 잘 치는 타카기 양 2 제작위원회                   | 장난을 잘 치는 타카기 양 3 제작위원회 |

### 대한민국 제작진
1기
- 책임 프로듀서: 강주연
- 프로듀서: 전은정
- 번역: 서우미
- 편집: 김유진
- 감수/연출: 김아름
- 우리말 제작: 제이포스트
- 기획: 애니맥스

3기
- 책임 프로듀서: 강주연
- 프로듀서: 송희운
- 번역: 서우미
- 편집: 손윤지
- 제작: Playback
- 기획: 애니맥스

### 주제가

##### 제1기
- 오프닝
  - OP《말하지 않지만(言わないけどね。)》
    - 오오하라 유이코(大原ゆい子)
- 엔딩
  - ED1.《변덕스러운 로맨틱(気まぐれロマンティック)》
    - 타카기 양(高木さん) (cv: 타카하시 리에; 高橋李依) (1~2화)

  - ED2.《AM 11:00》
    - 타카기 양(高木さん) (cv: 타카하시 리에; 高橋李依) (3~4화)

  - ED3.《자전거(自転車)》
    - 타카기 양(高木さん) (cv: 타카하시 리에; 高橋李依) (5~6화)

  - ED4.《바람이 불면 사랑이(風吹けば恋)》
    - 타카기 양(高木さん) (cv: 타카하시 리에; 高橋李依) (7~8화)

  - ED5.《작은 사랑의 노래(小さな恋のうた)》
    - 타카기 양(高木さん) (cv: 타카하시 리에; 高橋李依) (9~10화)

  - ED6.《사랑노래(愛唄)》
    - 타카기 양(高木さん) (cv: 타카하시 리에; 高橋李依) (11화)

  - ED7.《처음 만난 순간처럼(出逢った頃のように)》
    - 타카기 양(高木さん) (cv: 타카하시 리에; 高橋李依) (12화)

##### 제2기
- 오프닝
  - OP《제로 센티미터(ゼロセンチメートル)》
    - 오오하라 유이코(大原ゆい子)
- 엔딩
  - ED1.《연주(奏(かなで))》
    - 타카기 양(高木さん) (cv: 타카하시 리에; 高橋李依) (1화)

  - ED2.《가랑눈(粉雪)》
    - 타카기 양(高木さん) (cv: 타카하시 리에; 高橋李依) (2화)

  - ED3.《기적(キセキ)》
    - 타카기 양(高木さん) (cv: 타카하시 리에; 高橋李依) (3~4화)

  - ED4.《고마워(ありがとう)》
    - 타카기 양(高木さん) (cv: 타카하시 리에; 高橋李依) (5~6화)

  - ED5.《STARS》
    - 타카기 양(高木さん) (cv: 타카하시 리에; 高橋李依) (7화)

  - ED6.《당신에게(あなたに)》
    - 타카기 양(高木さん) (cv: 타카하시 리에; 高橋李依) (8~9화)

  - ED7.《말하지 않을 거지만(言わないけどね。)》
    - 타카기 양(高木さん) (cv: 타카하시 리에; 高橋李依) (10~11화)

  - ED8.《다정한 마음(やさしい気持ち)》
    - 타카기 양(高木さん) (cv: 타카하시 리에; 高橋李依) (12화)

##### 제3기
- 오프닝
  - OP《똑바로(まっすぐ)》
    - 오오하라 유이코(大原ゆい子)
- 엔딩
  - ED1.《꿈속에서 만날 수 있다면(夢で逢えたら)》
    - 타카기 양(高木さん) (cv: 타카하시 리에; 高橋李依) (1화)

  - ED2.《Over Drive》
    - 타카기 양(高木さん) (cv: 타카하시 리에; 高橋李依) (2~3화)

  - ED3.《해바라기의 약속(ひまわりの約束)》
    - 타카기 양(高木さん) (cv: 타카하시 리에; 高橋李依) (4~5화)

  - ED4.《학원천국(学園天国)》
    - 타카기 양(高木さん) (cv: 타카하시 리에; 高橋李依) (6화)

  - ED5.《Joyful(じょいふる)》
    - 타카기 양(高木さん) (cv: 타카하시 리에; 高橋李依) (7~8화)

  - ED6.《Santa Claus is coming to town(サンタが町にやってくる)》
    - 타카기 양(高木さん) (cv: 타카하시 리에; 高橋李依) (9화)

  - ED7.《스노우 매직 판타지(スノーマジックファンタジー)》
    - 타카기 양(高木さん) (cv: 타카하시 리에; 高橋李依) (10~11화)

  - ED8.《꽃(花)》
    - 타카기 양(高木さん) (cv: 타카하시 리에; 高橋李依) (12화)

### 방영 목록

#### 제1기
| 화수   | 제목                               | 각본          | 그림 콘티                         | 연출                              | 작화 감독                                                                   | 총작화 감독 | 방송일         |
| ------ | ---------------------------------- | ------------- | --------------------------------- | --------------------------------- | --------------------------------------------------------------------------- | ----------- | -------------- |
| 제1화  | 消しゴム 지우개                    | 요코테 미치코 | 아카기 히로아키                   | 오오시마 히로유키                 | 모기 타쿠지                                                                 | 모기 타쿠지 | 2018년 1월 8일 |
| 제1화  | 日直 당번                          | 요코테 미치코 | 오오시마 히로유키                 | 오오시마 히로유키                 | 노다 야스유키                                                               | 모기 타쿠지 | 2018년 1월 8일 |
| 제1화  | 変顔 웃긴 표정                     | 요코테 미치코 | 오오시마 히로유키                 | 오오시마 히로유키                 | 노다 야스유키                                                               | 모기 타쿠지 | 2018년 1월 8일 |
| 제1화  | 百円 백 엔                         | 요코테 미치코 | 오오시마 히로유키                 | 오오시마 히로유키                 | 마치다 신지                                                                 | 모기 타쿠지 | 2018년 1월 8일 |
| 제2화  | 習字 습자                          | 요코테 미치코 | 스즈키 다이시                     | 스즈키 다이시                     | 콘도 나츠코                                                                 | 콘도 나츠코 | 1월 15일       |
| 제2화  | 衣替え 옷 갈아입기                 | 요코테 미치코 | 스즈키 다이시                     | 스즈키 다이시                     | 하타 히로미                                                                 | 콘도 나츠코 | 1월 15일       |
| 제2화  | 英訳 영어 해석                     | 요코테 미치코 | 스즈키 다이시                     | 스즈키 다이시                     | 쿠기미야 히로시                                                             | 콘도 나츠코 | 1월 15일       |
| 제2화  | プール 수영 시간                   | 요코테 미치코 | 스즈키 다이시                     | 스즈키 다이시                     | 이와나가 다이조                                                             | 콘도 나츠코 | 1월 15일       |
| 제3화  | コーヒー 커피                      | 마치다 토우코 | 박경순                            | 박경순                            | 하타 히로미                                                                 | 모기 타쿠지 | 1월 22일       |
| 제3화  | 空き缶 빈 캔                       | 마치다 토우코 | 박경순                            | 박경순                            | 나카노 아키코                                                               | 모기 타쿠지 | 1월 22일       |
| 제3화  | 炭酸 탄산                          | 마치다 토우코 | 박경순                            | 박경순                            | 하타 히로미                                                                 | 모기 타쿠지 | 1월 22일       |
| 제3화  | 筋トレ 근육 운동                   | 마치다 토우코 | 박경순                            | 박경순                            | 나카노 아키코                                                               | 모기 타쿠지 | 1월 22일       |
| 제3화  | アフレコ 더빙                      | 마치다 토우코 | 박경순                            | 박경순                            | 하타 히로미                                                                 | 모기 타쿠지 | 1월 22일       |
| 제3화  | 傘 우산                            | 마치다 토우코 | 박경순                            | 박경순                            | 스와 소타                                                                   | 모기 타쿠지 | 1월 22일       |
| 제4화  | 掃除当番 청소 당번                 | 츠보타 후미   | 스즈키 쿄헤이                     | 스즈키 쿄헤이                     | 노다 야스유키                                                               | 콘도 나츠코 | 1월 29일       |
| 제4화  | 逆上がり 철봉 오르기               | 츠보타 후미   | 스즈키 다이시                     | 사토 마사토                       | 시시도 쿠미코                                                               | 콘도 나츠코 | 1월 29일       |
| 제4화  | 風邪 감기                          | 츠보타 후미   | 스즈키 쿄헤이                     | 스즈키 쿄헤이                     | 노다 야스유키                                                               | 콘도 나츠코 | 1월 29일       |
| 제4화  | 尾行 미행                          | 츠보타 후미   | 스즈키 다이시                     | 사토 마사토                       | 시시도 쿠미코                                                               | 콘도 나츠코 | 1월 29일       |
| 제5화  | テスト勉強 시험 공부               | 요코테 미치코 | 요시요시에                        | 후지이 야스아키                   | 오오마메 카즈히로                                                           | 모기 타쿠지 | 2월 5일        |
| 제5화  | テスト 시험                        | 요코테 미치코 | 요시요시에                        | 후지이 야스아키                   | 오오마메 카즈히로                                                           | 모기 타쿠지 | 2월 5일        |
| 제5화  | テスト返却 채점 확인               | 요코테 미치코 | 요시요시에                        | 후지이 야스아키                   | 오오마메 카즈히로                                                           | 모기 타쿠지 | 2월 5일        |
| 제5화  | 本屋 서점                          | 요코테 미치코 | 요시요시에                        | 후지이 야스아키                   | 오오마메 카즈히로                                                           | 모기 타쿠지 | 2월 5일        |
| 제5화  | 雨宿り 비 피하기                   | 요코테 미치코 | 요시요시에                        | 후지이 야스아키                   | 오오마메 카즈히로                                                           | 모기 타쿠지 | 2월 5일        |
| 제6화  | 二人乗り 둘이 자전거 타기          | 마치다 토우코 | 우네 신야                         | 우네 신야                         | 하시모토 카츠미                                                             | 콘도 나츠코 | 2월 12일       |
| 제6화  | 夏休み初日 방학 첫날               | 마치다 토우코 | 우네 신야                         | 우네 신야                         | 쿠기미야 히로시                                                             | 콘도 나츠코 | 2월 12일       |
| 제6화  | 肝試し 담력 훈련                   | 마치다 토우코 | 우네 신야                         | 우네 신야                         | 쿠기미야 히로시 키타무라 신야                                               | 콘도 나츠코 | 2월 12일       |
| 제6화  | 自由研究 자유 연구                 | 마치다 토우코 | 우네 신야                         | 우네 신야                         | 쿠기미야 히로시                                                             | 콘도 나츠코 | 2월 12일       |
| 제6화  | 水道 수도                          | 마치다 토우코 | 우네 신야                         | 우네 신야                         | 하시모토 카츠미                                                             | 콘도 나츠코 | 2월 12일       |
| 제7화  | 買い物 쇼핑                        | 츠보타 후미   | 오오시마 히로유키 우시쿠사 타케시 | 오오시마 히로유키 우시쿠사 타케시 | 이와나가 다이조 오자와 카즈노리                                             | 모기 타쿠지 | 2월 19일       |
| 제7화  | 水着 수영복                        | 츠보타 후미   | 오오시마 히로유키                 | 오오시마 히로유키                 | 스와 소타 오자와 카즈노리                                                   | 모기 타쿠지 | 2월 19일       |
| 제7화  | 海 바다                            | 츠보타 후미   | 오오시마 히로유키                 | 오오시마 히로유키                 | 오자와 카즈노리                                                             | 모기 타쿠지 | 2월 19일       |
| 제7화  | 部屋 방                            | 츠보타 후미   | 오오시마 히로유키                 | 오오시마 히로유키                 | 이와나가 다이조 오자와 카즈노리                                             | 모기 타쿠지 | 2월 19일       |
| 제8화  | 台風 태풍                          | 요코테 미치코 | 박경순                            | 오구라 히로후미                   | 마치다 야스유키 마츠오 아키코                                               | 콘도 나츠코 | 2월 26일       |
| 제8화  | マラソン 마라톤                    | 요코테 미치코 | 박경순                            | 오구라 히로후미                   | 오오타케 마사에 니이무라 쿄코 나가시마 타카시 이와나가 다이조 시시도 쿠미코 | 콘도 나츠코 | 2월 26일       |
| 제8화  | わき腹 옆구리                      | 요코테 미치코 | 박경순                            | 오구라 히로후미                   | 시시도 쿠미코                                                               | 콘도 나츠코 | 2월 26일       |
| 제8화  | 未練 미련                          | 요코테 미치코 | 박경순                            | 오구라 히로후미                   | 혼다 미유키                                                                 | 콘도 나츠코 | 2월 26일       |
| 제9화  | ケータイ 휴대폰                    | 요코테 미치코 | 마츠모토 리치                     | 무라타 나오키                     | 오카 아키히코                                                               | 모기 타쿠지 | 3월 5일        |
| 제9화  | ホラー 호러                        | 요코테 미치코 | 마츠모토 리치                     | 무라타 나오키                     | 오카 아키히코                                                               | 모기 타쿠지 | 3월 5일        |
| 제9화  | 写真 사진                          | 요코테 미치코 | 마츠모토 리치                     | 무라타 나오키                     | 오카 아키히코                                                               | 모기 타쿠지 | 3월 5일        |
| 제10화 | 背比べ 키 재기                     | 츠보타 후미   | 스즈키 다이시                     | 우네 신야                         | 나카노 아키코                                                               | 콘도 나츠코 | 3월 12일       |
| 제10화 | 寒がり 추위                        | 츠보타 후미   | 요시요시에                        | 우네 신야                         | 마츠오 아키코                                                               | 콘도 나츠코 | 3월 12일       |
| 제10화 | お誘い 제안                        | 츠보타 후미   | 우네 신야                         | 우네 신야                         | 마츠오 아키코                                                               | 콘도 나츠코 | 3월 12일       |
| 제10화 | 二択クイズ 선택 퀴즈               | 츠보타 후미   | 스즈키 다이시                     | 우네 신야                         | 나카노 아키코                                                               | 콘도 나츠코 | 3월 12일       |
| 제11화 | ネコ 고양이                        | 마치다 토우코 | 오구라 히로후미                   | 사토 미사토                       | 하시모토 카츠미                                                             | 모기 타쿠지 | 3월 19일       |
| 제11화 | 好み 취향                          | 마치다 토우코 | 오구라 히로후미                   | 사토 미사토                       | 히타 히로미                                                                 | 모기 타쿠지 | 3월 19일       |
| 제11화 | 似顔絵 초상화                      | 마치다 토우코 | 오구라 히로후미                   | 사토 미사토                       | 하시모토 카츠미                                                             | 모기 타쿠지 | 3월 19일       |
| 제11화 | 占い 점                            | 마치다 토우코 | 오구라 히로후미                   | 사토 미사토                       | 노다 아스유키                                                               | 모기 타쿠지 | 3월 19일       |
| 제11화 | クリティカル 크리티컬              | 마치다 토우코 | 오구라 히로후미                   | 사토 미사토                       | 노다 아스유키                                                               | 모기 타쿠지 | 3월 19일       |
| 제12화 | 手紙 편지                          | 요코테 미치코 | 후카세 시게루                     | 후카세 시게루                     | 아소 히토미                                                                 | 콘도 나츠코 | 3월 26일       |
| 제12화 | 入学式 입학식                      | 요코테 미치코 | 요시요시에                        | 후카세 시게루                     | 시시도 쿠미코                                                               | 콘도 나츠코 | 3월 26일       |
| 제12화 | 席替え 자리 변경                   | 요코테 미치코 | 우시쿠사 타케시                   | 후카세 시게루                     | 이와나가 다이조                                                             | 콘도 나츠코 | 3월 26일       |
| OVA    | ウォータースライダー 워터 슬라이드 | 요코테 미치코 | 아카기 히로아키 이와오카 유메코   | 이와오카 유메코                   | 노다 야스유키 이와나가 다이조                                               | -           | 12월 28일      |

#### 제2기
| 화수   | 제목                             | 각본          | 그림 콘티         | 연출              | 작화 감독 | 총작화 감독 | 방송일         |
| ------ | -------------------------------- | ------------- | ----------------- | ----------------- | --- | ----------- | -------------- |
| 제1화  | 教科書 교과서                    | 카토 칸이치   | 아카기 히로아키   | 이와오카 유메코   | 카와시마 나오                                                                                                 | 콘도 나츠코 | 2019년 7월 7일 |
| 제1화  | 催眠術 최면술                    | 카토 칸이치   | 아카기 히로아키   | 이와오카 유메코   | 후쿠다 미즈호                                                                                                 | 콘도 나츠코 | 2019년 7월 7일 |
| 제1화  | 寝起き 기상                      | 카토 칸이치   | 아카기 히로아키   | 이와오카 유메코   | 하타 히로미                                                                                                   | 콘도 나츠코 | 2019년 7월 7일 |
| 제1화  | 水切り 물수제비                  | 카토 칸이치   | 아카기 히로아키   | 이와오카 유메코   | 노다 야스유키                                                                                                 | 콘도 나츠코 | 2019년 7월 7일 |
| 제2화  | 氷 얼음                          | 이타미 아키   | 후카세 시게루     | 후카세 시게루     | 니시다 미야코                                                                                                 | 모기 타쿠지 | 7월 14일       |
| 제2화  | 外見 모양새                      | 이타미 아키   | 후카세 시게루     | 후카세 시게루     | 마에다 요시히로                                                                                               | 모기 타쿠지 | 7월 14일       |
| 제2화  | 前髪 앞머리                      | 이타미 아키   | 후카세 시게루     | 후카세 시게루     | 누마타 히로시                                                                                                 | 콘도 나츠코 | 7월 14일       |
| 제2화  | バレンタインデー 발렌타인 데이   | 이타미 아키   | 후카세 시게루     | 후카세 시게루     | 카마다 히토시 후쿠다 미즈호                                                                                   | 스와 소타   | 7월 14일       |
| 제3화  | エイプリルフール 만우절          | 카토 칸이치   | 마츠무라 쥬리아   | 마츠무라 쥬리아   | 아소 히토미                                                                                                   | 스와 소타   | 7월 21일       |
| 제3화  | お花見 꽃놀이                    | 카토 칸이치   | 마츠무라 쥬리아   | 마츠무라 쥬리아   | 벳쇼 유우키                                                                                                   | 스와 소타   | 7월 21일       |
| 제3화  | 呼び方 호칭                      | 카토 칸이치   | 이와오카 유메코   | 마츠무라 쥬리아   | 나카노 에미코                                                                                                 | 스와 소타   | 7월 21일       |
| 제3화  | 進級 진급                        | 카토 칸이치   | 이와오카 유메코   | 마츠무라 쥬리아   | 이와나가 다이조                                                                                               | 스와 소타   | 7월 21일       |
| 제4화  | 腕ずもう 팔씨름                  | 후쿠다 히로코 | 요시요시에        | 오오마메 카즈히로 | 오오마메 카즈히로                                                                                             | 모기 타쿠지 | 7월 28일       |
| 제4화  | 大人っぽく 어른스럽게            | 후쿠다 히로코 | 요시요시에        | 오오마메 카즈히로 | 오오마메 카즈히로                                                                                             | 모기 타쿠지 | 7월 28일       |
| 제4화  | にがみ 쓴 맛                     | 후쿠다 히로코 | 요시요시에        | 오오마메 카즈히로 | 오오마메 카즈히로                                                                                             | 모기 타쿠지 | 7월 28일       |
| 제4화  | 自転車 자전거                    | 후쿠다 히로코 | 요시요시에        | 오오마메 카즈히로 | 오오마메 카즈히로                                                                                             | 모기 타쿠지 | 7월 28일       |
| 제5화  | 質問 질문                        | 이타미 아키   | 우네 신야         | 우네 신야         | 이와나가 다이조                                                                                               | 스와 소타   | 8월 4일        |
| 제5화  | まゆ毛 눈썹                      | 이타미 아키   | 우네 신야         | 우네 신야         | 하타 히로미                                                                                                   | 스와 소타   | 8월 4일        |
| 제5화  | 放課後 방과 후                   | 이타미 아키   | 우네 신야         | 우네 신야         | 하타 히로미                                                                                                   | 스와 소타   | 8월 4일        |
| 제5화  | ハッピーバースデー 해피 버스데이 | 이타미 아키   | 우네 신야         | 우네 신야         | 후쿠다 미즈호                                                                                                 | 스와 소타   | 8월 4일        |
| 제5화  | くしゃみ 재채기                  | 이타미 아키   | 우네 신야         | 우네 신야         | 노다 야스유키                                                                                                 | 스와 소타   | 8월 4일        |
| 제6화  | リベンジ 리벤지                  | 이타미 아키   | 세키노 세키쥬     | 후카세 시게루     | 시시도 쿠미코                                                                                                 | 모기 타쿠지 | 8월 11일       |
| 제6화  | ドッジボール 피구                | 이타미 아키   | 세키노 세키쥬     | 후카세 시게루     | 사와다 미카                                                                                                   | 모기 타쿠지 | 8월 11일       |
| 제6화  | 買い食い 군것질                  | 이타미 아키   | 후카세 시게루     | 후카세 시게루     | 시시도 쿠미코                                                                                                 | 모기 타쿠지 | 8월 11일       |
| 제6화  | デート 데이트                    | 이타미 아키   | 요시카와 히로아키 | 후카세 시게루     | 모기 타쿠지                                                                                                   | 모기 타쿠지 | 8월 11일       |
| 제7화  | 林間学校 임간 학교 (수련회)      | 카토 칸이치   | 아카기 히로아키   | 이와오카 유메코   | 나카노 에미코 아소 히토미 벳쇼 유우키 카와시마 나오 이와나가 다이조 시시도 쿠미코                             | 스와 소타   | 8월 18일       |
| 제8화  | 体育倉庫 체육 창고               | 후쿠다 히로코 | 박경순            | 무라타 나오키     | 오카 아키히코                                                                                                 | 모기 타쿠지 | 8월 25일       |
| 제8화  | 保健室 보건실                    | 후쿠다 히로코 | 이와오카 유메코   | 무라타 나오키     | 오카 아키히코                                                                                                 | 모기 타쿠지 | 8월 25일       |
| 제8화  | 宝くじ 복권                      | 후쿠다 히로코 | 박경순            | 무라타 나오키     | 오카 아키히코                                                                                                 | 모기 타쿠지 | 8월 25일       |
| 제9화  | あっちむいてほい 저쪽 보고 호이  | 후쿠다 히로코 | 마츠무라 쥬리아   | 박경순            | 이와나가 다이조                                                                                               | 스와 소타   | 9월 1일        |
| 제9화  | 特技 특기                        | 후쿠다 히로코 | 마츠무라 쥬리아   | 박경순            | 이와나가 다이조                                                                                               | 스와 소타   | 9월 1일        |
| 제9화  | お悩み 고민거리                  | 후쿠다 히로코 | 마츠무라 쥬리아   | 박경순            | 후쿠다 미즈호                                                                                                 | 스와 소타   | 9월 1일        |
| 제9화  | メール 문자                      | 후쿠다 히로코 | 마츠무라 쥬리아   | 박경순            | 하타 히로미 카와시마 나오                                                                                     | 스와 소타   | 9월 1일        |
| 제10화 | 目薬 안약                        | 후쿠다 히로코 | 요시카와 히로아키 | 이후쿠 카쿠시     | 카와이 타쿠야                                                                                                 | 모기 타쿠지 | 9월 8일        |
| 제10화 | スクープ 특종                    | 후쿠다 히로코 | 요시카와 히로아키 | 이후쿠 카쿠시     | 카와이 타쿠야                                                                                                 | 모기 타쿠지 | 9월 8일        |
| 제10화 | かくれんぼ 숨바꼭질              | 후쿠다 히로코 | 요시카와 히로아키 | 이후쿠 카쿠시     | 카와이 타쿠야                                                                                                 | 모기 타쿠지 | 9월 8일        |
| 제10화 | 宝探し 보물찾기                  | 후쿠다 히로코 | 요시카와 히로아키 | 이후쿠 카쿠시     | 카와이 타쿠야                                                                                                 | 모기 타쿠지 | 9월 8일        |
| 제11화 | 歩数 걸음 수                     | 카토 칸이치   | 이와오카 유코     | 마츠무라 쥬리아   | 시시도 쿠미코                                                                                                 | 스와 소타   | 9월 15일       |
| 제11화 | 花火 불꽃놀이                    | 카토 칸이치   | 사쿠라이 히로아키 | 마츠무라 쥬리아   | 시시도 쿠미코                                                                                                 | 스와 소타   | 9월 15일       |
| 제11화 | お土産 선물                      | 카토 칸이치   | 오마타 신이치     | 마츠무라 쥬리아   | 나카노 에미코 카와시마 나오                                                                                   | 스와 소타   | 9월 15일       |
| 제11화 | 約束 약속                        | 카토 칸이치   | 다이치 아키타로   | 마츠무라 쥬리아   | 후쿠다 미즈호 시미즈 카츠유키                                                                                 | 스와 소타   | 9월 15일       |
| 제12화 | 夏祭り 여름 축제                 | 이타미 아키   | 우네 신야         | 우네 신야         | 모기 타쿠지 이와나가 다이조 아소 히토미 벳쇼 유우키 시시도 쿠미코 시미즈 카츠유키 나카노 에미코 후쿠다 미즈호 | 타카노 아야 | 9월 22일       |

#### 제3기
| 화수   | 제목                       | 각본          | 그림 콘티                       | 연출                   | 작화 감독 | 총작화 감독                      | 방송일         |
| ------ | -------------------------- | ------------- | ------------------------------- | ---------------------- | --- | -------------------------------- | -------------- |
| 제1화  | 握力のやつ 악력기          | 후쿠다 히로코 | 후지이 야스아키                 | 후지이 야스아키        | 아소 히토미 하시모토 마키 | 모기 타쿠지                      | 2022년 1월 8일 |
| 제1화  | 日焼け 탄 피부             | 후쿠다 히로코 | 후지이 야스아키                 | 후지이 야스아키        | 요다 마사히코 아소 히토미 하타 히로미 | 모기 타쿠지                      | 2022년 1월 8일 |
| 제1화  | 新学期 신학기              | 후쿠다 히로코 | 후지이 야스아키                 | 후지이 야스아키        | 후쿠다 미즈호 첸 달리 | 모기 타쿠지                      | 2022년 1월 8일 |
| 제2화  | 気配 인기척                | 이타미 아키   | 우네 신야                       | 우네 신야              | 츠시마 유리카 | 콘도 나츠코                      | 1월 15일       |
| 제2화  | 続・気配 속편·인기척       | 이타미 아키   | 우네 신야                       | 우네 신야              | 하타 히로미 | 콘도 나츠코                      | 1월 15일       |
| 제2화  | 持ち物検査 소지품 검사     | 이타미 아키   | 우네 신야                       | 우네 신야              | 요시다 와카코 | 콘도 나츠코                      | 1월 15일       |
| 제2화  | 図書委員 도서 위원         | 이타미 아키   | 우네 신야                       | 우네 신야              | 후쿠다 미즈호 하타 히로미 | 콘도 나츠코                      | 1월 15일       |
| 제2화  | 夕日 석양                  | 이타미 아키   | 우네 신야                       | 우네 신야              | 리오 우라 류타 오오노 츠토무 | 콘도 나츠코                      | 1월 15일       |
| 제3화  | うちわ 부채                | 카토 칸이치   | 박경순                          | 박경순                 | 츠시마 유리카 | 모기 타쿠지 마지로               | 1월 22일       |
| 제3화  | 魔球 마구                  | 카토 칸이치   | 박경순                          | 박경순                 | 아소 히토미 | 모기 타쿠지                      | 1월 22일       |
| 제3화  | ネコ救出 고양이 구출       | 카토 칸이치   | 사쿠라이 히로아키               | 박경순                 | 카와시마 나오 요다 마사히코 리오 | 모기 타쿠지 마지로               | 1월 22일       |
| 제3화  | 雨 비                      | 카토 칸이치   | 박경순                          | 박경순                 | 오오노 츠토무 카와시마 나오 요다 마사히코 타카하시 유키 | 오노다 마사토 모기 타쿠지 마지로 | 1월 22일       |
| 제4화  | 衣替え 옷 갈아입기         | 이타미 아키   | 이마무라 히로키                 | 무라타 나오키          | 오카 아키히코 | 오카 아키히코                    | 1월 29일       |
| 제4화  | 冬服 동복                  | 이타미 아키   | 이마무라 히로키                 | 무라타 나오키          | 오카 아키히코 | 오카 아키히코                    | 1월 29일       |
| 제4화  | お弁当 도시락              | 이타미 아키   | 이마무라 히로키                 | 무라타 나오키          | 오카 아키히코 | 오카 아키히코                    | 1월 29일       |
| 제4화  | UFO                        | 이타미 아키   | 마츠무라 쥬리아                 | 무라타 나오키          | 오카 아키히코 | 오카 아키히코                    | 1월 29일       |
| 제4화  | 夜 밤                      | 이타미 아키   | 마츠무라 쥬리아                 | 무라타 나오키          | 오카 아키히코 | 오카 아키히코                    | 1월 29일       |
| 제5화  | 苦手なもの 싫어하는 것     | 카토 칸이치   | 이마무라 히로키                 | 이마무라 히로키        | 오오노 츠토무 | 콘도 나츠코                      | 2월 5일        |
| 제5화  | ギョーザ 만두              | 카토 칸이치   | 이마무라 히로키                 | 첸 달리                | 첸 달리 | 콘도 나츠코                      | 2월 5일        |
| 제5화  | 役決め 역할 정하기         | 카토 칸이치   | 쿠노 요코                       | 이마무라 히로키        | 첸 달리 | 콘도 나츠코                      | 2월 5일        |
| 제5화  | 釣り 낚시                  | 카토 칸이치   | 오카모토 히데키                 | 첸 달리                | 첸 달리 | 콘도 나츠코                      | 2월 5일        |
| 제6화  | 文化祭 문화제              | 후쿠다 히로코 | 후지이 야스아키                 | 후지이 야스아키 박경순 | 후쿠다 미즈호 오와다 요시히로 마에다 소노카 이가라시 나오코 오하라 유타 나카노 에미코 Studio MASSKET                                                                                | 모기 타쿠지                      | 2월 12일       |
| 제7화  | 散歩 산책                  | 이타미 아키   | 박경순                          | 박경순                 | 카와시마 나오 | 오노다 마사토                    | 2월 19일       |
| 제7화  | 忘れもの 두고 온 물건      | 이타미 아키   | 박경순                          | 박경순                 | 마츠오 아키코 | 오노다 마사토                    | 2월 19일       |
| 제7화  | サンタさん? 산타 할아버지? | 이타미 아키   | 박경순                          | 박경순                 | 오오와다 아야노 | 오노다 마사토                    | 2월 19일       |
| 제7화  | 編み物 뜨개질              | 이타미 아키   | 박경순                          | 박경순                 | 후쿠다 미즈호 | 오노다 마사토                    | 2월 19일       |
| 제8화  | 寄り道① 들렀다 가는 곳 ①   | 이타미 아키   | 니시다 쇼지                     | 무라타 나오키          | 오카 아키히코 | 오카 아키히코                    | 2월 26일       |
| 제8화  | 寄り道② 들렀다 가는 곳 ②   | 이타미 아키   | 니시다 쇼지                     | 무라타 나오키          | 카와시마 나오 | 모기 타쿠지                      | 2월 26일       |
| 제8화  | 寄り道③ 들렀다 가는 곳 ③   | 이타미 아키   | 니시다 쇼지                     | 무라타 나오키          | 하타 히로미 | 콘도 나츠코                      | 2월 26일       |
| 제8화  | 寄り道④ 들렀다 가는 곳 ④   | 이타미 아키   | 니시다 쇼지                     | 무라타 나오키          | 하타 히로미 | 오노다 마사토                    | 2월 26일       |
| 제8화  | レンタルDVD DVD 대여       | 이타미 아키   | 니시다 쇼지                     | 무라타 나오키          | 오카 아키히코 | 오카 아키히코                    | 2월 26일       |
| 제9화  | クリスマス 크리스마스      | 이타미 아키   | 마츠무라 쥬리아 이마무라 히로키 | 이마무라 히로키        | 마츠오 아키코 카와시마 나오 카츠마타 마사토 오오노 츠토무 | 콘도 나츠코                      | 3월 5일        |
| 제10화 | 初詣で 새해 첫 참배        | 카토 칸이치   | 후쿠다 유야                     | 와타나베 마리에        | 오카 아키히코 모리 에츠히토 | 오카 아키히코                    | 3월 12일       |
| 제10화 | 雪だるま 눈사람            | 카토 칸이치   | 후쿠다 유야                     | 와타나베 마리에        | 사사키 카즈히로 | 오카 아키히코                    | 3월 12일       |
| 제10화 | お正月 설 명절             | 카토 칸이치   | 후쿠다 유야                     | 와타나베 마리에        | 니이 히로타카 | 오카 아키히코                    | 3월 12일       |
| 제10화 | 相談 상담                  | 카토 칸이치   | 다이치 아키타로                 | 와타나베 마리에        | 오카 아키히코 | 오카 아키히코                    | 3월 12일       |
| 제11화 | 2月14日 2월 14일           | 후쿠다 히로코 | 우네 신야                       | 첸 달리                | 하타 히로미 오오노 츠토무 첸 달리 에바타 쿄헤이 이이다 미츠히로 오하라 유타 노다 야스유키 Studio MASSKET                                                                            | 오노다 마사토                    | 3월 19일       |
| 제12화 | 3月14日 3월 14일           | 후쿠다 히로코 | 요시카와 히로아키               | 벳쇼 유키              | 시바타 유지 마츠오 아키코 오카다 에리카 노다 야스유키 모리 토시오 카와시마 나오 유카와 준 우시노하마 유이 오노 신야 마츠시타 키요시 오오노 츠토무 벳쇼 유키 하타 히로미 오하라 유타 | 모기 타쿠지                      | 3월 26일       |

## 극장판 애니메이션
TV 애니메이션 제3기와 함께 제작이 발표되었다. 2022년 6월 10일, 일본에서 개봉되었고 미국은 12월에 개봉 예정이다. 한국은 2023년 1월 10일에 애니맥스에서 TV 방영되었다.

### 제작진
- 감독: 아카기 히로아키
- 원작&감수: 야마모토 소이치로
- 시리즈 구성: 후쿠다 히로코
- 각본: 후쿠다 히로코, 이타미 아키, 카토 칸이치
- 애니메이션 프로듀서: 사쿠라이 요스케
- 촬영 감독: 마키노 마사토
- 편집: 나카바 유미코
- 캐릭터 디자인: 타카노 아야
- 미술 감독: 카사하라 유키
- 미술 디자인: 이케다 유지
- 색채 설계: 요코이 미카
- 음향 감독: 에노모토 타카히로
- 음악: 츠츠미 히로아키
- 음악 프로듀서: 코바야시 요시키
- 애니메이션 제작: 신에이 동화
- 제작: 극장판 장난을 잘 치는 타카기 양 제작 위원회

### 대한민국 성우진 및 제작진
- 타카하시 리에 -타카기

- 카지 유우키-니시카타

- 코하라 코노미-미나

- MAO-유카리

- 오구라 유이-사나에

- 오치아이 후쿠시-키무라

- 오카모토 노부히코-타카오

- 우치야마 코우키-하마구치

- 유우키 아오이-호죠

- 우치다 유우마-나카이

- 타도코로 히나타-타나베 선생님

- 타나카 아이미-마리

- 아소 토모히사-아오키

- 미나세 이노리-꽃님이

- 후쿠시마 준-카츠오

- 토마츠 하루카-오오타

- 미야모토 유메-치이

- 이치카와 아오이

- 이치카와 타이치

- 나가츠카 타쿠마

- 노가미 쇼

- 코가 아오이

- 토오노 히카루

- 시마부쿠로 미유리

- 츠키시로 리나

- 미야자키 마사야

- 우라오 타케히로

- 키스이 시오

- 쿠마자와 겐토쿠

- 키쿠치 사야카

- 키노 히나

- 모리 나나코

- 코가 아키라

- 마키 슌이치

- 하마오카 케이스케

- 사토 하나

- 나카노 유토

- 나이토 료
- 책임 프로듀서: 김연숙
- 프로듀서: 송희운
- 번역: 서우미
- 편집: 손윤지
- 제작: Playback
- 기획: 애니맥스

### 주제곡

##### 극장판
- 오프닝
  - OP《시작일 뿐인 여름(はじまりの夏)》
    - 오오하라 유이코(大原ゆい子)
- 엔딩
  - ED1.《내일로의 문(明日への扉)》
    - 타카기 양(高木さん) (cv: 타카하시 리에; 高橋李依) (1주차 상영)

  - ED2.《천체 관측(天体観測)》
    - 타카기 양(高木さん) (cv: 타카하시 리에; 高橋李依) (2주차 상영)

  - ED3.《fragile》
    - 타카기 양(高木さん) (cv: 타카하시 리에; 高橋李依) (3주차 상영, 애니맥스 방영본)

  - ED4.《너에게 닿기를(君に届け)》
    - 타카기 양(高木さん) (cv: 타카하시 리에; 高橋李依) (4주차 상영~)

## 다른 매체

### CM
단행본 제4권의 발매에 맞추어 15초 CM이 공개되었고. 타카기 양 역을 타카하시 리에, 니시카타 군 역을 이와바타 타쿠야가 맡았다.

### 스마트폰 사이트
단행본 제4권의 발매를 기념하여 스마트폰 전용 기념 사이트, '전국 통일 청춘 편차 테스트'가 나왔다. LINE과 비슷한 대화창에서 타카기 양이 내는 10개의 질문에 "YES"와 "NO" 또는 스탬프 3종류에서 답을 고르고, 10문항에 답변하면 타가기양이 0에서 100까지의 점수를 매긴다.